# Live Summer Tour
Live Summer Tour är ett livealbum och en live-DVD med The Monkees utgivet 2002 på WIN Media. Konserten är från deras nordamerika-turné 2001 och inspelad 31 augusti på The Sun Theatre i Anaheim i Kalifornien.

## Tillkomsten av albumet
David Fishof , konsertpromotor, som jobbat med The Monkees tidigare tillfrågade Mickey Dolentz, Peter Tork och Davy Jones om bandet ville ut och turnera i samband med att The Monkees popularitet ökat 2001 efter att VH1 och E! Entertainment hade sänt en nyproducerad dokumentär om bandet. 
Visningen av programmet hade lett till att skivförsäljningen ökat, senaste samlingsalbumet hade sålt guld, och efterfrågan på mera The Monkees ökade i USA. Från början var det bara tänkt att det skulle bli en kortare turné, utan Mike Nesmith som enligt Mickey Dolenz hatade och turnera och således inte blev tillfrågad, men allt eftersom tiden gick utökades konsertdatumen till att gå från en liten vår-turné till att sträcka sig över sommaren och in på hösten. Konserterna som var utsålda, 75 speldatum 1 mars – 13 oktober, dom tre sista utan Peter Tork, promotades bland annat hos Jay Leno i The Tonight Show. 31 augusti filmade King Biscuit Entertainment en konsert i Anaheim som resulterade i DVD:n och CD:n Live Summer Tour.

## CD
1. "Intro / Last Train to Clarksville"  (Tommy Boyce, Bobby Hart) – 4:03
2. "Valleri" (Tommy Boyce, Bobby Hart) – 2:55
3. "Randy Scouse Git" (Micky Dolenz) – 2:12
4. "Mary, Mary" (Michael Nesmith) – 2:59
5. "Girl" (Charles Fox, Norman Gimbel) – 2:35
6. "Can You Dig It?" (Peter Tork) – 2:14
7. "Goin' Down" (Micky Dolenz, Diane Hildebrand, Davy Jones, Michael Nesmith, Peter Tork) – 2:57
8. "Daydream Believer" (John Stewart) – 3:47
9. "I'm a Believer" (Neil Diamond) – 3:02
10. "(I'm Not Your) Steppin' Stone" (Tommy Boyce, Bobby Hart) – 2:53
11. "For Pete's Sake" (Joey Richards, Peter Tork) – 2:17
12. "That Was Then, This is Now" (Vance Brescia) – 2:41
13. "Porpoise Song" (Gerry Goffin, Carole King) – 3:34
14. "It's Nice To Be With You" (Jerry Goldstein) – 3:24
15. "Pleasant Valley Sunday" (Gerry Goffin, Carole King) – 5:36

## DVD
Första DVD:n som släpptes 12 november 2002 är 59 minuter lång och innehåller i stort sett samma låtar som CD:n. Enda skillnaden är att "Porpoise Song" inte är med samt att det är fem extra låtar med. Det finns även en starkt limiterad utgåva som släpptes 12 januari 2004 i 1000 exemplar innehållandes hela konserten oklippt. Den kom till efter påtryckningaer av fans som försökte få King Biscuit Entertainment, som spelat in konserten, att släppa en oklippt version.

### Innehåll på standard-DVD:n utöver CD:n
1. "Look Out (Here Comes Tomorrow)" (Neil Diamond)
2. "The Girl I Knew Somewhere" (Michael Nesmith)
3. "(Your Love Keeps Lifting Me) Higher & Higher" (Gary Jackson, Carl Smith)
4. "A Little Bit Me, a Little Bit You" (Neil Diamond)
5. "She Hangs Out" (Jeff Barry)

- Karaoke versioner av "I'm A Believer" och "Last Train To Clarksville"
- Intervjuer

## Medverkande musiker
- Micky Dolenz – sång, akustisk gitarr
- Davy Jones – sång
- Peter Tork – sång, elgitarr
- Sandy Gennaro – trummor
- Jerry Renino – basgitarr
- Wayne Avers – gitarr
- Dave Alexander – keyboard
- Sam Albright – saxofon
- Aviva Maloney – saxofon, keyboard
- Greg Briggler – trombon
- Eric Biondo – trumpet